# Fritz Baier

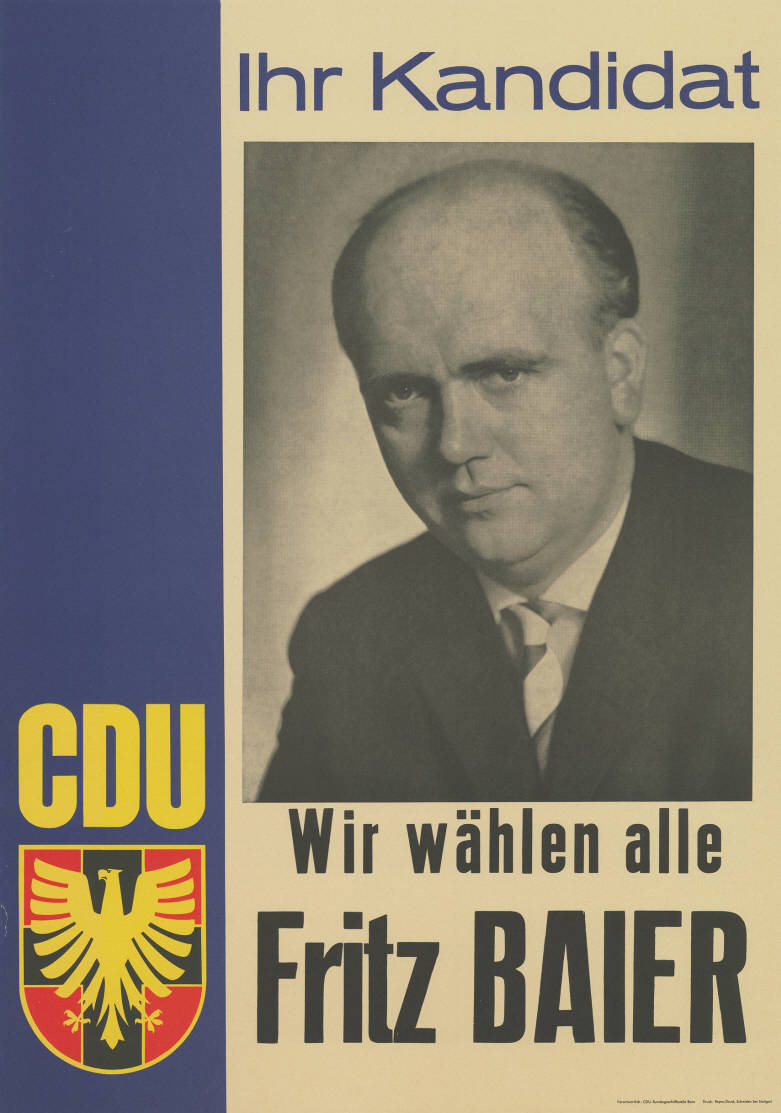
Wahlplakat (1961)

Fritz Baier (* 2. Juni 1923 in Chmeleschen, Bezirk Karlsbad, Tschechoslowakei; † 1. März 2012 in Mosbach) war ein deutscher Politiker der CDU. Er gehörte von 1956 bis 1976 dem Deutschen Bundestag an und war von 1974 bis 1985 Oberbürgermeister von Mosbach.

## Leben
Baier, der römisch-katholischen Glaubens war, besuchte nach der Volksschule von 1938 bis 1942 die Handelsakademie in Teplitz-Schönau. Am 15. Juni 1941 beantragte Fritz Baier die Aufnahme in die NSDAP und wurde zum 1. September desselben Jahres aufgenommen (Mitgliedsnummer 8.635.931). Von 1942 bis 1945 diente er in der Luftwaffe; er war in Norwegen und Finnland eingesetzt und geriet in sowjetische Kriegsgefangenschaft. Nach der Vertreibung aus der Tschechoslowakei konnte er in Nordbaden beruflich Fuß fassen. Baier war seit 1947 verheiratet und hatte sieben Kinder.
Nach dem Zweiten Weltkrieg gehörte er der CDU an. 1951 wurde ihm vom Außenministerium der Vereinigten Staaten eine viermonatige Studienreise in die Vereinigten Staaten zum Studium der Minderheitenfragen finanziert. Er war seit 1952 Mitglied des geschäftsführenden CDU-Landesvorstandes in Baden-Württemberg. Baier gehörte dem Deutschen Bundestag vom 26. Juni 1956, als er für seinen Parteifreund Eugen Leibfried nachrückte, bis 1976 an. Seit 1957 vertrat er den Wahlkreis Sinsheim im Parlament.
1949 gehörte Baier außerdem zu den Mitbegründern der sudetendeutschen Ackermann-Gemeinde in der Erzdiözese Freiburg und wurde bis 1979 deren Diözesanvorsitzender; gemeinsam mit Pater Dr. Paulus Sladek und Pfarrer Magnani gründete er die Vertriebenenwallfahrt nach Walldürn und mit Wolfgang Schwarz die Katholische Wohnungsbaugesellschaft/Katholisches Siedlungswerk. Er engagierte sich auch in der Sudetendeutschen Landsmannschaft und der katholischen Jugend. Von 1966 bis 1991 war er Bundesvorsitzender des Katholischen Arbeitskreises für Familienerholung.
1969 wurde er Vorsitzender des Vertrauensmännerausschusses des Bundestags für die Kontrolle der Nachrichtendienste des Bundes (BND, BfV, MAD) und gleichzeitig Mitglied des Vertrauensgremiums, 1974 dann Mitglied des genannten Vertrauensmännerausschusses und Vorsitzender Vertrauensgremiums.
Von 1974 bis 1985 war Baier als Nachfolger des aus gesundheitlichen Gründen nicht mehr zur Wahl angetretenen Werner Tarun Oberbürgermeister von Mosbach. In die erste Zeit seiner Amtsführung fallen vor allem noch Ereignisse, die auf das lange Wirken seines Vorgängers Tarun zurückgehen, wie die Eingemeindung von Neckarelz 1975 oder die Erhebung von Mosbach zur Großen Kreisstadt 1976.
1993 wurde er Ehrenbürger der Stadt Mosbach.